# Hombach - Finkenbach - Klosterbach
Koordinaten: 52° 55′ 17″ N, 8° 43′ 22″ O

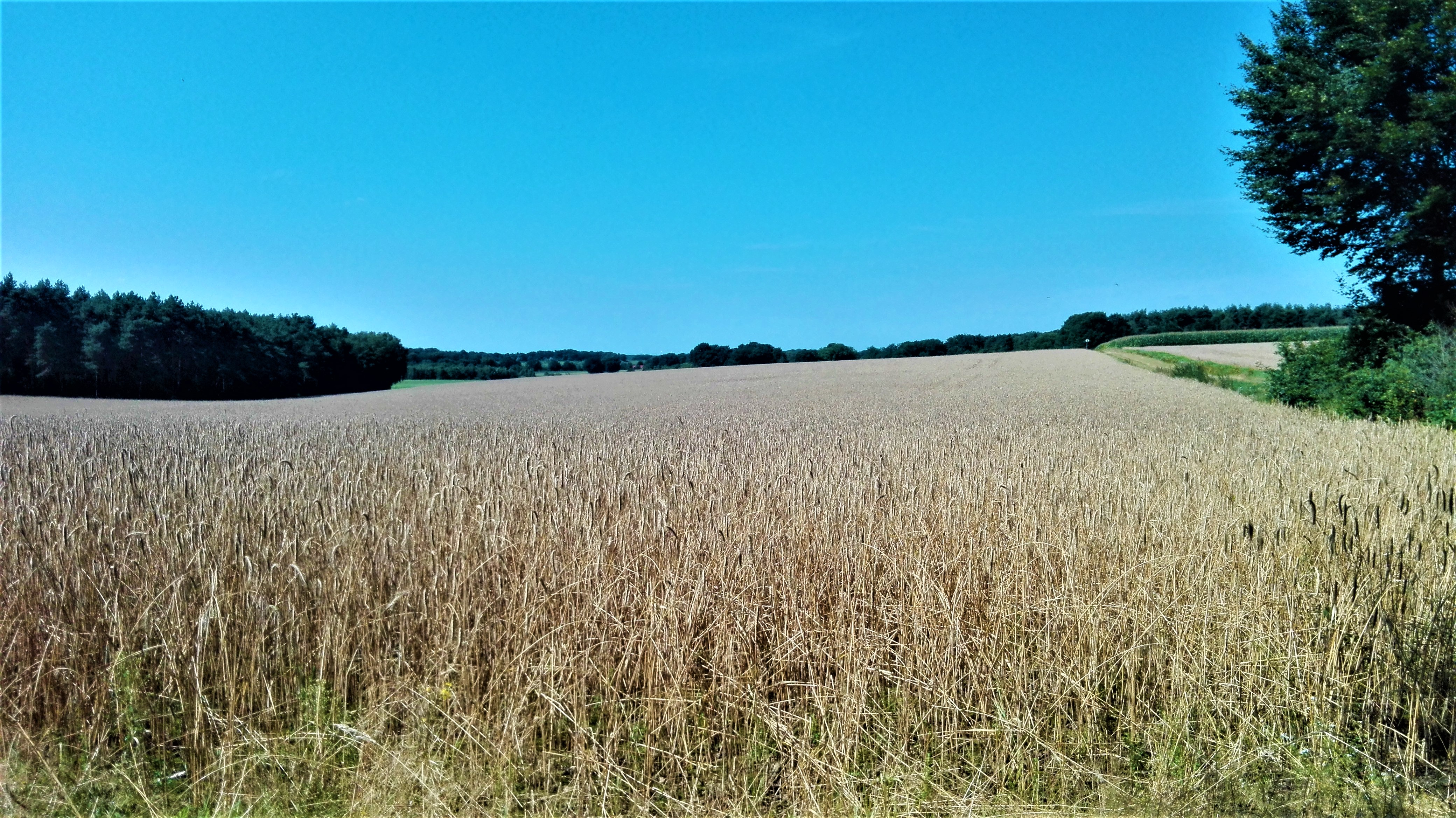
Landschaftsschutzgebiet Hombach – Finkenbach – Klosterbach

Das Landschaftsschutzgebiet Hombach – Finkenbach – Klosterbach liegt auf dem Gebiet der Gemeinde Stuhr und der Stadt Bassum im niedersächsischen Landkreis Diepholz.
Das etwa 2302 ha große Gebiet, das 1967 unter der Nr. LSG DH 00060 unter Schutz gestellt wurde, erstreckt sich zu beiden Seiten der B 51 zwischen dem Kernort Kirchseelte (Landkreis Oldenburg) im Nordwesten und dem zum Bassumer Ortsteil Bramstedt gehörenden Bünte im Südosten. Es umfasst wesentliche Gewässerabschnitte des Hombachs, des Finkenbachs und des Klosterbachs. Die Waldgebiete Hülsenberg und Bradenholz liegen im Landschaftsschutzgebiet.